# Thomas Dolby
Thomas Dolby, pseudonimo di Thomas Morgan Robertson (Londra, 14 ottobre 1958), è un musicista, compositore e imprenditore britannico, noto soprattutto per aver composto nel 1982 il brano di genere synth pop She Blinded Me With Science.
Inoltre è fondatore dell'azienda Beatnik, Inc., che produsse un software di suonerie polifoniche impiegato negli anni novanta dalla Nokia.

## Biografia
Ultimo dei sei figli di Charles Martin Robertson, professore di archeologia greca nelle università di Londra, Oxford e Cambridge, nella sua giovinezza ha vissuto in diversi paesi mediterranei, come la Grecia, l'Italia e la Francia.

### Il nome d'arte
Il soprannome artistico "Dolby" deriva da Dolby Laboratories, e gli fu dato dagli amici, impressionati dai suoi mixaggi. La Dolby Laboratories non accettò l'uso improprio del nome dell'azienda da parte di Robertson come nome d'arte e lo citò in giudizio, cercando in tutti i modi di dissuaderlo. Alla fine il caso fu risolto senza che si dovesse ricorrere al tribunale; inoltre fu accordato che l'artista avrebbe utilizzato il nome Dolby solo assieme al nome Thomas.

### Lo scenario musicale
Dolby viene associato al synth pop, la forma di musica pop che incorpora strumenti elettronici. La sua canzone più nota è stata She Blinded Me With Science, che egli compose usando alcuni campionamenti di Magnus Pyke, sebbene l'artista stesso indichi questo brano tra i meno preferiti a livello personale. La maggior parte delle opere di Dolby ricopre un'ampia gamma di stili musicali che differiscono dalla musica pop.
Agli inizi della sua carriera era il tastierista dei Camera Club, e venne segnalato nel loro album d'esordio. Dolby compose alcune parti con i sintetizzatori nell'album dei Thompson Twins Set. È stato inoltre l'autore del singolo di Lene Lovich New Toy, e scrisse assieme ai Whodini Magic's Wand.
Per certi aspetti, il suo contributo più popolare fu come tastierista per l'album del 1983 di Def Leppard, Pyromania. A causa di problemi contrattuali (poiché i due artisti non condividevano la stessa casa discografica), Dolby apparve su Pyromania usando lo pseudonimo Booker T. Boffin.
Dolby contribuì al suono sintetico nel brano Urgent, presente nell'album del 1981 dei Foreigner, 4. Nello stesso album ha composto la parte introduttiva del brano Waiting for a Girl Like You.
Nel 1985, Dolby partecipò ai Grammy Awards, assieme a Stevie Wonder, Herbie Hancock e Howard Jones. Nello stesso anno si è esibito al concerto di Londra del Live Aid come componente della band di David Bowie e ha prodotto Steve McQueen, il disco di maggior successo del gruppo inglese Prefab Sprout.
Registrò poi le canzoni Hyperactive o I scare myself, che ebbero una certa rinomanza, anche se non furono mai grandi successi commerciali.
Nel 1990 il musicista inglese partecipò al concerto di beneficenza di Berlino dei Pink Floyd The Wall, organizzato da Roger Waters: egli suonò il solo di synth finale di Another Brick In The Wall (Part 2) (cantato da Cyndi Lauper), e ricoprì il ruolo di "Maestro" nella sequenza The Trial.
Il 7 aprile 2001 Dolby si è esibito sul palco con i riuniti Soft Boys a San Francisco, mixando le canzoni You'll Have To Go Sideways ed Evil Guy, più il brano dei Pink Floyd Astronomy Domine. La versione di Evil Guy suonata da Dolby fu in seguito inserita nell'EP dei Soft Boys, Side Three. Non era la prima volta che Dolby e i membri del gruppo suonavano congiuntamente: Dolby era stato tastierista per il primo album solista di Robyn Hitchcock, Black Snake Diamond Role, e allo stesso modo, Hitchcock apparve nell'album di Dolby Flat Earth, nel ruolo di Keith nel brano White City. Inoltre, il bassista dei Soft Boys, Matthew Seligman, registrò e andò in tournée con Dolby negli anni ottanta.
Dolby si è riaffacciato nel panorama musicale nel 2006, compiendo una serie di esibizioni in California e cantando in occasione dell'apertura di un centro commerciale a Boulder (Colorado). L'artista ha suonato per la prima volta da solista al Red Devil Lounge di San Francisco il 21 gennaio 2006, sorprendendo la folla che era lì per vedere la band locale dei Notorious. Successivamente ha effettuato una serie di concerti negli Stati Uniti, il Sole Inhabitant Tour, iniziata il 12 aprile 2006. Dolby è andato inoltre in tournée tra novembre e dicembre del 2006 col produttore di musica elettronica BT.

### Altre attività
Nel 1993 Dolby divenne un imprenditore a tutti gli effetti fondando nella Silicon Valley la Beatnik Inc. (chiamata inizialmente Headspace), azienda specializzata nei file audio dei telefoni cellulari, il JavaScript della quale sul finire del decennio è stato elaborato dal cantante e musicista connazionale Ritchie, autore anche di buona parte delle suonerie polifoniche.
In seguito, pur restando nel consiglio d'amministrazione, Dolby passò alla carica di amministratore delegato della Beatnik Inc. per ricercare nuove soluzioni tecnologiche. A tale scopo ha fondato nel 2002 la Retro Ringtones LLC, che produce RetroFolio, un software di gestione delle suonerie utilizzato dalle aziende coinvolte in tale mercato.
Dolby ha lavorato anche come produttore e compositore di brani per film e videogiochi.

## Vita privata
Dolby si è sposato con l'attrice statunitense Kathleen Beller nel 1988; la coppia ha tre figli, Talia, Harper e Graham.

## Discografia
Album in studio
- The Golden Age of Wireless (1982)
- The Flat Earth (1984)
- Aliens Ate My Buick (1988)
- Astronauts & Heretics (1992)

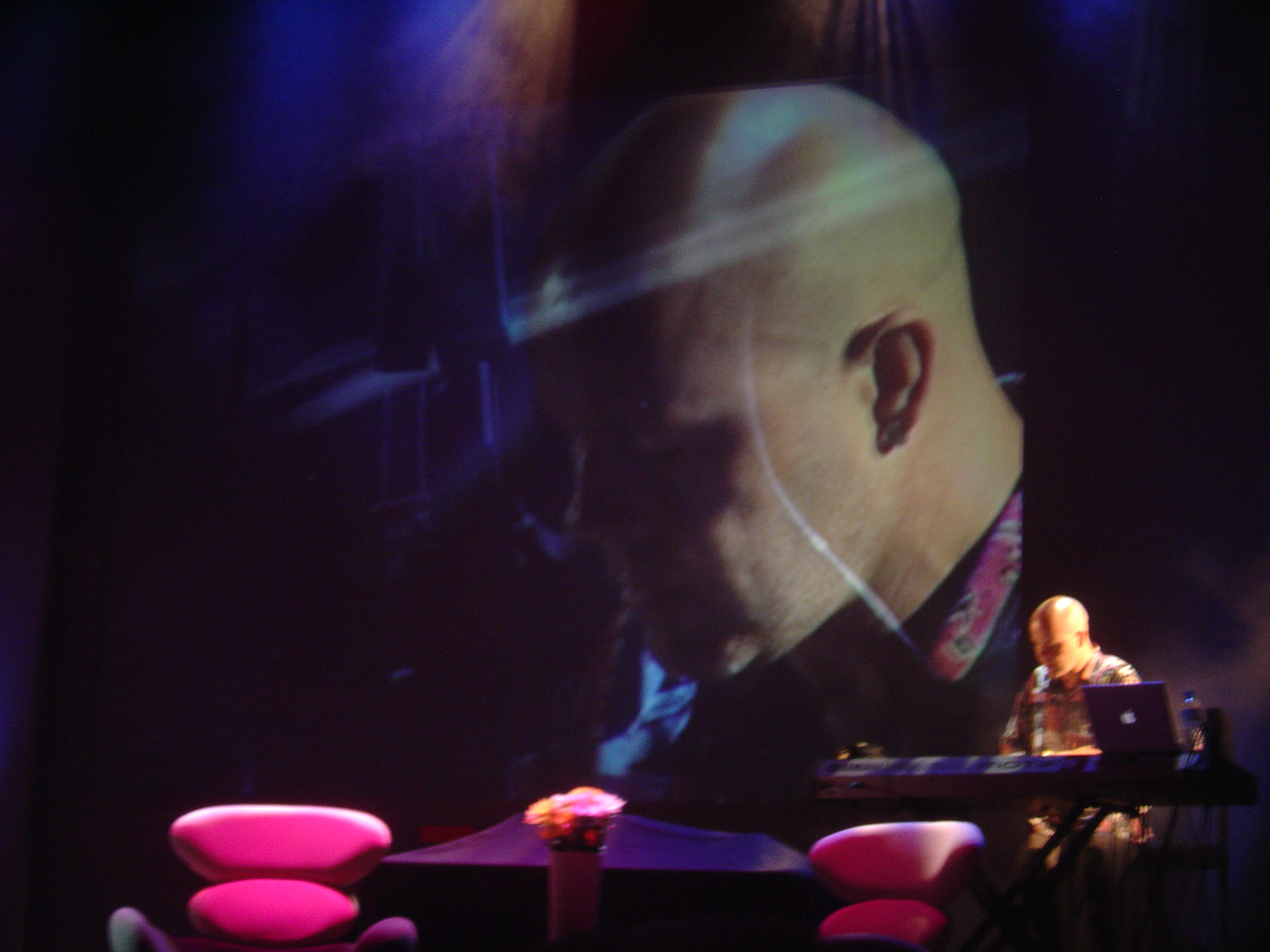
Thomas Dolby nel 2005

- The Gate To The Mind's Eye (1994, traccia video ed album)
- A Map of the Floating City (2011)

Compilation
- Retrospectacle: The Best of Thomas Dolby (1994)
- 12x12 Original Remixes (1999)
- Forty: Live (2001)
- One of our Submarines (2003, collezione di remix della canzone originale del 1981)
- The Sole Inhabitant (2006, CD e DVD tratti dal concerto dal vivo)

EP's
- Blinded by Science (1982)
- May The Cube Be With You (1985, prodotto da Thomas Dolby - con lo pseudonimo di Dolby's Cube - e François Kevorkian, con Lene Lovich e George Clinton)
- Hot Sauce/Salsa Picante (1988)

Colonne sonore
- Howard The Duck Soundtrack (1986, con lo pseudonimo di Dolby's Cube)
- Music From The Film 'Gothic'  (1987)
- The Mirror Song (1992)
- The Dark Eye (1995)

## Libri
- The Speed of Sound: Breaking the Barriers Between Music and Technology (2016)[3]